# 布萊恩特·塔克曼
布萊恩特·塔克曼（英語：Bryant Tuckerman，1915年11月28日—2002年5月19日），美國數學家，生於內布拉斯加州林肯市。
他在普林斯頓大學修讀拓撲學期間研究出將flexagon的一面全部轉換的方法，這個方法稱為Tuckerman traverse。
1971年3月4日，他靠計算機發現了第24個梅森質數{\displaystyle 2^{19937}-1}。
他亦是DES的開發小組成員之一。